# Delphinium ovczinnikovii
Delphinium ovczinnikovii är en ranunkelväxtart som beskrevs av Rudolf V. Kamelin och Pissjaukova. Delphinium ovczinnikovii ingår i släktet storriddarsporrar, och familjen ranunkelväxter. Inga underarter finns listade i Catalogue of Life.